# Alex Rae
Alexander Scott Rae, detto Alex Rae (Glasgow, 30 settembre 1969), è un allenatore di calcio ed ex calciatore scozzese, di ruolo centrocampista.

## Palmarès
- Campionato scozzese: 1

Rangers: 2004-2005
- Coppa di Lega scozzese: 1

Rangers: 2004-2005